# Kinosternoidea
Super-famille
Kinosternoidea est une superfamille de tortues du sous-ordre des Cryptodires.

## Liste des familles
Selon TFTSG (30 juin 2011) :
- Dermatemydidae Gray, 1870
- Kinosternidae Agassiz, 1857

## Publication originale
- Joyce, Parham & Gauthier, 2004 : Developing a protocol for the conversion of rank-based taxon names to phylogenetically defined clade names, as exemplified by turtles. Journal of Paleontology, vol. 78, p. 989–1013 (texte intégral).